# 1932年レークプラシッドオリンピックのスピードスケート競技
1932年レークプラシッドオリンピックのスピードスケート競技（1932ねんレークプラシッドオリンピックのスピードスケートきょうぎ）は、1932年2月4日から2月10日までの競技日程で実施された。

## 概要
正式種目としての実施は男子種目のみであったが、公開競技として女子種目の500m、1000m、1500mの3種目が実施された。
決勝は、1位のみタイム計測をし2位以下は目視による順位付けであったため、2位以下のタイム表示はない。

## 競技結果
| 種目       | 金                                            | 金        | 銀                                          | 銀                                          | 銅                                  | 銅                                  |
| ---------- | --------------------------------------------- | --------- | ------------------------------------------- | ------------------------------------------- | ----------------------------------- | ----------------------------------- |
| 男子500m   | ジャック・シェイ アメリカ合衆国 (USA)         | 43秒4     | ベルント・エベンセン ノルウェー (NOR)       | ベルント・エベンセン ノルウェー (NOR)       | アレクサンダー・ハード カナダ (CAN) | アレクサンダー・ハード カナダ (CAN) |
| 男子1500m  | ジャック・シェイ アメリカ合衆国 (USA)         | 2分57秒5  | アレクサンダー・ハード カナダ (CAN)         | アレクサンダー・ハード カナダ (CAN)         | ウィリアム・ローガン カナダ (CAN)   | ウィリアム・ローガン カナダ (CAN)   |
| 男子5000m  | アーヴィング・ジャフィー アメリカ合衆国 (USA) | 9分40秒8  | エドワード・マーフィー アメリカ合衆国 (USA) | エドワード・マーフィー アメリカ合衆国 (USA) | ウィリアム・ローガン カナダ (CAN)   | ウィリアム・ローガン カナダ (CAN)   |
| 男子10000m | アーヴィング・ジャフィー アメリカ合衆国 (USA) | 19分13秒6 | イバール・バラングルート ノルウェー (NOR)   | イバール・バラングルート ノルウェー (NOR)   | フランク・スタック カナダ (CAN)     | フランク・スタック カナダ (CAN)     |

## 各国メダル数
| 順 | 国・地域             | 金 | 銀 | 銅 | 計 |
| -- | -------------------- | -- | -- | -- | -- |
| 1  | アメリカ合衆国 (USA) | 4  | 1  | 0  | 5  |
| 2  | ノルウェー (NOR)     | 0  | 2  | 0  | 2  |
| 3  | カナダ (CAN)         | 0  | 1  | 4  | 5  |